# Milan, Indiana
Milan [ˈmaɪlən] är en kommun (town) i Ripley County i Indiana. Vid 2010 års folkräkning hade Milan 1 899 invånare.